# St.-Nikolaus-Kirche (Ulan-Ude)

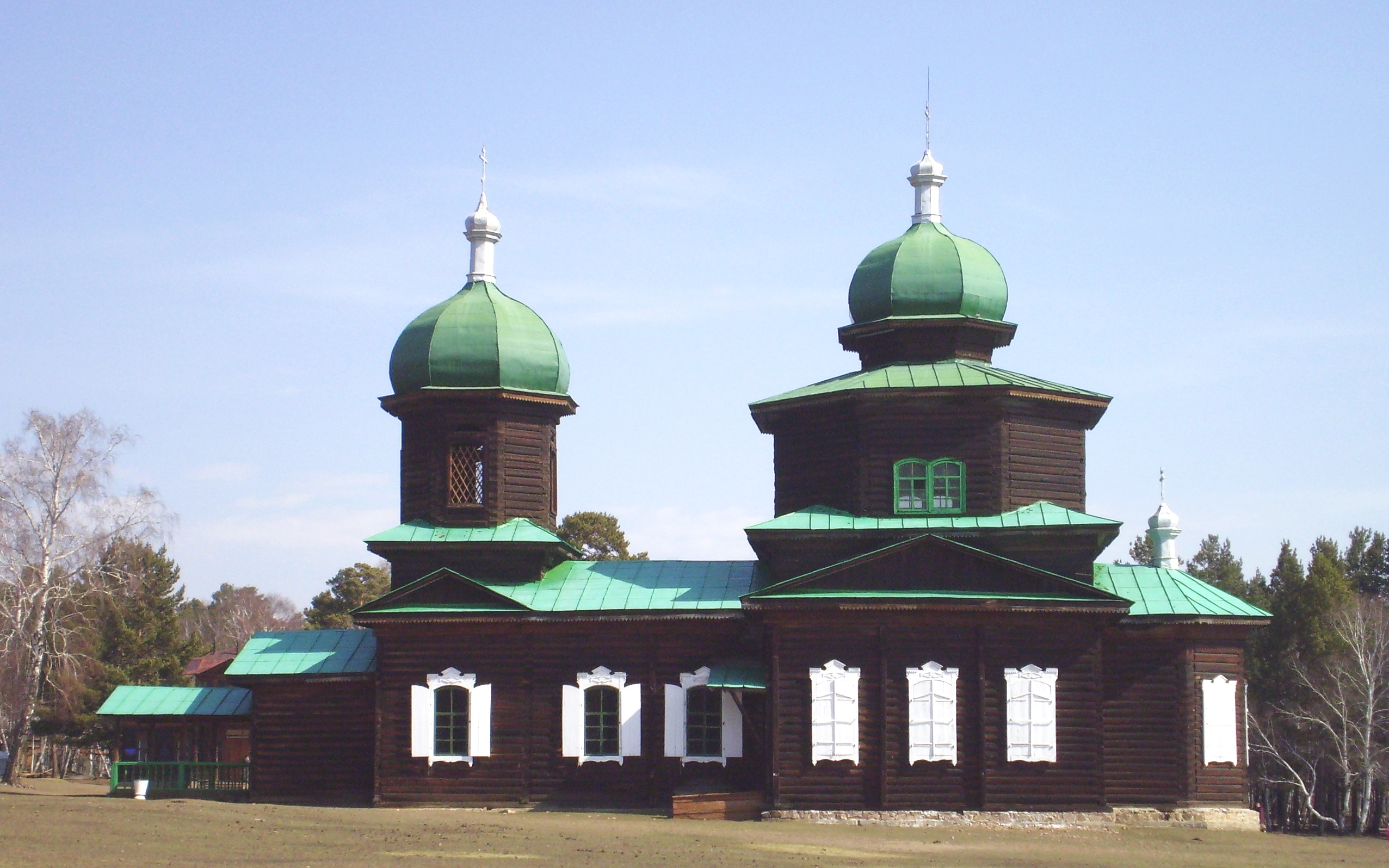
St.-Nikolaus-Kirche im Ethnografischen Museum Transbaikaliens

Die St.-Nikolaus-Kirche (russisch Церковь Святителя Николая), die heute im Ethnografischen Museum Transbaikaliens 8 km nordöstlich von Ulan-Ude aufgebaut ist, wurde am Anfang des 20. Jahrhunderts als Holzkirche aus Baumstämmen in der burjatischen Ortschaft Nikolsk errichtet und von Altgläubigen (Semeiskije) genutzt. Sie wurde 1930 geschlossen und anschließend als Lager genutzt. 1971 wurde sie an ihren heutigen Standort im Ethnografischen Museum Transbaikaliens verbracht, die Restaurierung dort wurde 1977 abgeschlossen. Sie war eines der ersten Ausstellungsstücke dieses 1973 eröffneten Museums. Seit 1998 ist auch die Ikonostase für Besucher zugänglich.